# Albert Kliest
Albert Kliest (Apeldoorn, 25 april 1954) is een Nederlands beeldhouwer en installatiekunstenaar.

## Levensloop

### Jeugd en opleiding
Albert werd geboren in Apeldoorn. Hij ging naar de Academie voor Beeldende Vorming in Tilburg en daarna naar de Jan van Eyck Academie in Maastricht. 

### Loopbaan
Hij krijgt veel opdrachten voor het maken van kunsttentoonstellingen en exposities in diverse musea in Nederland. Daarnaast maakt hij verschillende beelden voor Nederlandse steden. Momenteel is hij werkzaam in Rotterdam.

## Werken
- (1995) Mehr Licht, Rotterdam
- (2001) Rode haan, Zoetermeer
- (2006) Felua, Centrum Beeldende Kunst
- (2007) Faller 574, Hendrik-Ido-Ambacht
- (2008) Wandelgeesten, Kröller-Müller Museum
- (2008) Daar buiten vliegt een schaap, Ede